# Полоз-доліхофіс
Полоз-доліхофіс, або довгозмій (Dolichophis) — рід змій з родини Полозові (Colubridae), найбільше відомий за своїм центральним видом — полозом жовточеревим, поширеним і в Україні, одній з найагресивніших змій фауни Європи.

## Таксономія
Раніше розглядали як підрід роду Coluber (полоз), а потім — у складі роду Hierophis (полоз-гієрофіс).
У складі цієї групи (на сьогодні — роду) розрізняють 4 види.
Назва роду з давньогрецької означає «довга змія», або «довгозмій» (dolikhós — довгий).

## Опис
Загальна довжина досягає 2 м. Голова стиснута з боків, тулуб циліндричний, кремезний. Очі великі, зіниці округлі. Луска гладенька, іноді з невеличкими реберцями. Забарвлення спини здебільшого темне. Черево яскравих, світлих кольорів.

## Спосіб життя
Полюбляють кам'янисті, піщані місцини. Ховаються серед каміння, у тріщинах або в ущелинах. Харчуються дрібними ящірками, гризунами, пташенятами.
Це яйцекладні змії. Самиці відкладають до 20 яєць.

## Розповсюдження
Мешкають у південній Європі та на Близькому Сході.

## Види
- Dolichophis caspius — Полоз жовточеревий
- Dolichophis cypriensis — Полоз кіпрський
- Dolichophis jugularis — Полоз великий
- Dolichophis schmidti — Полоз Шмідта